# Conde de Pinhel
Conde de Pinhel é um título nobiliárquico criado por D. Carlos I de Portugal, por Decreto de 6 de Abril de 1893, em favor de Manuel António de Almeida, antes 1.º Visconde de Pinhel.
Titulares
1. Manuel António de Almeida, 1.º Visconde e 1.º Conde de Pinhel.

Após a Implantação da República Portuguesa, e com o fim do sistema nobiliárquico, usaram o título: 
1. Luís de Campos Henriques de Almeida, 2.º Conde de Pinhel;
2. María del Pilar Lucio de la Arena de Campos Henriques de Almeida, 3.ª Condessa de Pinhel;
3. Maria Cândida Lucio de la Arena de Campos Henriques de Almeida, 4.ª Condessa de Pinhel.[2]